# Кратет Тебански
Кратет Тебански (стгрч. Κρατης ο ΘηβαιοςΚρατης ο Θηβαιος, 4. век пре нове ере - 3. век пре нове ере) је старогрчки кинички филозоф, најпознатији ученик Диогена Синопског.

## Биографија
Потицао из богате тебанске породице; добио добро образовање. Након разарања Тебе од стране Александра Великог 335. п. н. е. преселио се у Атину, где је постао следбеник Диогена Синопског. Према древним изворима, он је сву своју имовину претворио у новац, поделио га грађанима, а сам се „са таквим жаром бацио на филозофију да је завршио чак и у стиховима Филимона, комичног песника“.
У поређењу са Диогеном, Кратетов кинички аскетизам је умеренији. Кратет није одбацио имовину и породицу; очигледно је и сам поседовао минималну имовину.Није гајио никакав заједљив презир према човеку; „понашао се кротко и становници су га волели; написали су на вратима: „Отворите се Кратетовом добром духу.“ Непомирљиво се супротстављао својим идеолошким противницима, посебно Мегарицима (назвавши доминантне филозофске ставове својих противника „димом“).
Кратет, за разлику од осталих киника, имао је породицу. Његова супруга Хипархија, као ученица филозофа, напустила је племићку породицу из љубави према њему, упркос одвраћању самог Кратета. Око овог брака било је трачева и анегдота о промискуитету и бестидности, укључујући и јавне; међутим, неки савремени истраживачи сумњају у истинитост таквих прича. (Након тога, немачки писац Виланд је Кратеса и Хипархију поставио за јунаке свог епистоларног романа „Кратес унд Хипархија“, 1804.)
Сачувано је неколико одломака из Кратетових дела. Један од њих даје ироничан опис идеалног острвског града „Сума”. Од дела која нису сачувана, позната је књига Кратета под насловом „Писма“, пуна „изврсне филозофије, а стилом понекад блиска самом Платону“. Добро позната такозвана „Писма из сандука“ написали су римски киници из 1. века нове ере као део циклуса „Писма киника“. Наводи се да је Кратет писао и трагедије које „носе печат високе филозофије“.
Међу Кратетовим ученицима су били Метрокле, Хипархија и најпознатији, оснивач стоицизма, Зенон из Цитиума.